# Клубный чемпионат Германии по теннису среди женщин 2013

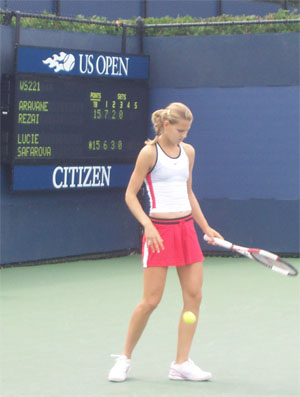
Луция Шафаржова (на фото) — чемпионка турнира в составе клуба из Бохольта.

Клубный чемпионат Германии по теннису среди женщин 2013 года (оно же — 1-я немецкая Бундеслига по теннису среди женщин) — традиционный показательный теннисный турнир, проводящийся по ходу года в Германии. Соревнование проводится по круговой схеме: каждая команда состоит из профессиональных теннисисток, а каждая матчевая встреча — из шести одиночных матчей и трёх парных. Турнир стартовал 10 мая и завершился 9 июня.

## Заявочный лист
| Команда                  |                      |
| ------------------------ | -------------------- |
| BASF Tennisclub e.V.     | (недоступная ссылка) |
| ETUF Essen               | (недоступная ссылка) |
| M2Beauté Ratingen        | (недоступная ссылка) |
| TC 1899 Blau Weiß Berlin | (недоступная ссылка) |
| TC WattExtra Bocholt     | (недоступная ссылка) |
| TEC Waldau Stuttgart     | (недоступная ссылка) |
| TC ZWS Moers 08          | (недоступная ссылка) |

## Результаты по игровым дням

### 1-й день (10 мая2013)
|                 |    | BASF Tennisclub e.V.                    | TC WattExtra Bocholt                | Счёт              | Итог      |
| --------------- | -- | --------------------------------------- | ----------------------------------- | ----------------- | --------- |
| Одиночные матчи | 1. | Лора Торп                               | Ализе Корне                         | 2:6 2:6           | 0-1       |
| Одиночные матчи | 2. | Фиона Жерве                             | Кики Бертенс                        | 3:6 1:6           | 0-2       |
| Одиночные матчи | 3. | Кристина Шаховец                        | Александра Каданцу                  | 1:6 1:6           | 0-3       |
| Одиночные матчи | 4. | Доминице Риполь                         | Анна-Лена Грёнефельд                | 4:6 6:7(2)        | 0-4       |
| Одиночные матчи | 5. | Линдсей Харденберг                      | Хайенн Эвейк                        | 2:6 2:6           | 0-5       |
| Одиночные матчи | 6. | Джил Нора Энгельманн                    | Аманда Хопманс                      | 3:6 7:6(4) [6:10] | 0-6       |
| Парные матчи    | 1. | Лора Торп Фиона Жерве                   | Ализе Корне Кики Бертенс            | 2:6 2:6           | 0-7 (0-1) |
| Парные матчи    | 2. | Кристина Шаховец Доминице Риполь        | Александра Каданцу Хайенн Эвейк     | 1:6 1:6           | 0-8 (0-2) |
| Парные матчи    | 3. | Линдсей Харденберг Джил Нора Энгельманн | Анна-Лена Грёнефельд Николь Тейссен | 2:6 2:6           | 0-9 (0-3) |

|                 |    | ETUF Essen                        | TEC Waldau Stuttgart            | Счёт            | Итог      |
| --------------- | -- | --------------------------------- | ------------------------------- | --------------- | --------- |
| Одиночные матчи | 1. | Мария Жуан Кёлер                  | Кирстен Флипкенс                | 2:6 6:3 [10:6]  | 1-0       |
| Одиночные матчи | 2. | Кристина-Андрея Миту              | Анника Бек                      | 4:6 6:2 [10:7]  | 2-0       |
| Одиночные матчи | 3. | Чичи Шоль                         | Юханна Ларссон                  | 3:6 2:6         | 2-1       |
| Одиночные матчи | 4. | Анна Шефер                        | Ивонн Мойсбургер                | 1:6 6:3 [7:10]  | 2-2       |
| Одиночные матчи | 5. | Елена Богдан                      | Антония Лоттнер                 | 5:7 4:6         | 2-3       |
| Одиночные матчи | 6. | Имке Кюсген                       | Лаура Шедер                     | 6:1 6:4         | 3-3       |
| Парные матчи    | 1. | Мария Жуан Кёлер Дарья Юрак       | Кирстен Флипкенс Анника Бек     | 6:3 6:2         | 4-3 (1-0) |
| Парные матчи    | 2. | Кристина-Андрея Миту Елена Богдан | Юханна Ларссон Ивонн Мойсбургер | 1:6 6:6 — отказ | 4-4 (1-1) |
| Парные матчи    | 3. | Анна Шефер Ангелика Рёш           | Антония Лоттнер Верена Шмид     | 6:2 6:2         | 5-4 (2-1) |

|                 |    | TC ZWS Moers 08                        | TC 1899 Blau Weiß Berlin       | Счёт            | Итог      |
| --------------- | -- | -------------------------------------- | ------------------------------ | --------------- | --------- |
| Одиночные матчи | 1. | Лаура Поус-Тио                         | София Арвидссон                | 6:2 3:6 [8:10]  | 0-1       |
| Одиночные матчи | 2. | Патриция Майр-Ахлайтнер                | Нина Братчикова                | 6:1 6:3         | 1-1       |
| Одиночные матчи | 3. | Михаэла Гончова                        | Сандра Заневская               | 2:6 6:1 [10:12] | 1-2       |
| Одиночные матчи | 4. | Элизе Мертенс                          | Елица Костова                  | 5:7 3:6         | 1-3       |
| Одиночные матчи | 5. | Станислава Грозенская                  | Анна Клазен                    | 6:2 6:1         | 2-3       |
| Одиночные матчи | 6. | Маррит Бонстра                         | Зина Шрайбер                   | 7:6(0) 6:1      | 3-3       |
| Парные матчи    | 1. | Лаура Поус-Тио Патриция Майр-Ахлайтнер | София Арвидссон Квета Пешке    | 1:6 3:6         | 3-4 (0-1) |
| Парные матчи    | 2. | Михаэла Гончова Станислава Грозенская  | Сандра Заневская Елица Костова | 7:5 6:1         | 4-4 (1-1) |
| Парные матчи    | 3. | Элизе Мертенс Маррит Бонстра           | Нина Братчикова Зина Шрайбер   | 6:2 4:6 [4:10]  | 4-5 (1-2) |

### 2-й день (12 мая2013)
|                 |    | M2Beauté Ratingen             | BASF Tennisclub e.V.                         | Счёт           | Итог      |
| --------------- | -- | ----------------------------- | -------------------------------------------- | -------------- | --------- |
| Одиночные матчи | 1. | Элина Свитолина               | Лора Торп                                    | 4:6 6:1 [8:10] | 0-1       |
| Одиночные матчи | 2. | Татьяна Малек                 | Фиона Жерве                                  | 6:0 6:2        | 1-1       |
| Одиночные матчи | 3. | Грета Арн                     | Кристина Шаховец                             | 6:2 6:1        | 2-1       |
| Одиночные матчи | 4. | Энн Кеотавонг                 | Доминице Риполь                              | 3:6 6:1 [10:5] | 3-1       |
| Одиночные матчи | 5. | Кристина Барруа               | Линдсей Харденберг                           | 3:6 6:3 [5:10] | 3-2       |
| Одиночные матчи | 6. | Никола Гойер                  | Аника Вюнше фон Лойпольдт                    | 6:0 6:2        | 4-2       |
| Парные матчи    | 1. | Элина Свитолина Татьяна Малек | Лора Торп Кристина Шаховец                   | 6:2 — отказ    | 5-2 (1-0) |
| Парные матчи    | 2. | Энн Кеотавонг Кристина Барруа | Фиона Жерве Доминице Риполь                  | 6:2 6:3        | 6-2 (2-0) |
| Парные матчи    | 3. | Грета Арн Лаура Зигемунд      | Линдсей Харденберг Аника Вюнше фон Лойпольдт | 6:2 6:2        | 7-2 (3-0) |

|                 |    | TC 1899 Blau Weiß Berlin         | ETUF Essen                        | Счёт           | Итог      |
| --------------- | -- | -------------------------------- | --------------------------------- | -------------- | --------- |
| Одиночные матчи | 1. | София Арвидссон                  | Мария Жуан Кёлер                  | 3:6 6:1 [10:3] | 1-0       |
| Одиночные матчи | 2. | Нина Братчикова                  | Кристина-Андрея Миту              | 7:5 6:3        | 2-0       |
| Одиночные матчи | 3. | Сандра Заневская                 | Чичи Шоль                         | 6:2 6:3        | 3-0       |
| Одиночные матчи | 4. | Кристина Кучова                  | Анна Шефер                        | 3:6 6:3 [6:10] | 3-1       |
| Одиночные матчи | 5. | Анна Клазен                      | Елена Богдан                      | 6:2 6:1        | 4-1       |
| Одиночные матчи | 6. | Зина Шрайбер                     | Имке Кюсген                       | 1:6 3:6        | 4-2       |
| Парные матчи    | 1. | София Арвидссон Зина Шрайбер     | Мария Жуан Кёлер Дарья Юрак       | 6:1 5:7 [7:10] | 4-3 (0-1) |
| Парные матчи    | 2. | Нина Братчикова Квета Пешке      | Кристина-Андрея Миту Елена Богдан | 6:3 6:3        | 5-3 (1-1) |
| Парные матчи    | 3. | Сандра Заневская Кристина Кучова | Анна Шефер Ангелика Рёш           | 5:7 0:6        | 5-4 (1-2) |

|                 |    | TEC Waldau Stuttgart           | TC WattExtra Bocholt                | Счёт              | Итог      |
| --------------- | -- | ------------------------------ | ----------------------------------- | ----------------- | --------- |
| Одиночные матчи | 1. | Анника Бек                     | Кики Бертенс                        | 2:6 7:6(4) [10:8] | 1-0       |
| Одиночные матчи | 2. | Юханна Ларссон                 | Александра Каданцу                  | 5:7 2:6           | 1-1       |
| Одиночные матчи | 3. | Ивонн Мойсбургер               | Рената Ворачова                     | 6:4 6:1           | 2-1       |
| Одиночные матчи | 4. | Лина Станчюте                  | Анна-Лена Грёнефельд                | 4:6 3:6           | 2-2       |
| Одиночные матчи | 5. | Антония Лоттнер                | Хайенн Эвейк                        | 5:7 6:7(6)        | 2-3       |
| Одиночные матчи | 6. | Верена Шмид                    | Николь Тейссен                      | 3:6 3:6           | 2-4       |
| Парные матчи    | 1. | Анника Бек Ева Грдинова        | Кики Бертенс Рената Ворачова        | 2:6 1:6           | 2-5 (0-1) |
| Парные матчи    | 2. | Юханна Ларссон Антония Лоттнер | Александра Каданцу Хайенн Эвейк     | 2:6 6:4 [10:5]    | 3-5 (1-1) |
| Парные матчи    | 3. | Ивонн Мойсбургер Лина Станчюте | Анна-Лена Грёнефельд Николь Тейссен | 7:5 3:6 [5:10]    | 3-6 (1-2) |

### 3-й день (17 мая2013)
|                 |    | TC WattExtra Bocholt              | TC 1899 Blau Weiß Berlin     | Счёт           | Итог      |
| --------------- | -- | --------------------------------- | ---------------------------- | -------------- | --------- |
| Одиночные матчи | 1. | Клара Закопалова                  | Нина Братчикова              | 6:0 6:2        | 1-0       |
| Одиночные матчи | 2. | Тамира Пашек                      | Сандра Заневская             | 2:6 3:6        | 1-1       |
| Одиночные матчи | 3. | Кики Бертенс                      | Кристина Кучова              | 0:6 6:2 [10:5] | 2-1       |
| Одиночные матчи | 4. | Анна-Лена Грёнефельд              | Анна Клазен                  | 6:0 6:2        | 3-1       |
| Одиночные матчи | 5. | Хайенн Эвейк                      | Зина Шрайбер                 | 7:5 6:3        | 4-1       |
| Одиночные матчи | 6. | Николь Тейссен                    | Вивьен Вебер                 | 6:1 6:4        | 5-1       |
| Парные матчи    | 1. | Клара Закопалова Тамира Пашек     | Нина Братчикова Квета Пешке  | 2:6 0:6        | 5-2 (0-1) |
| Парные матчи    | 2. | Кики Бертенс Анна-Лена Грёнефельд | Сандра Заневская Анна Клазен | 6:3 6:2        | 6-2 (1-1) |
| Парные матчи    | 3. | Хайенн Эвейк Николь Тейссен       | Кристина Кучова Зина Шрайбер | 6:7(6) 3:6     | 6-3 (1-2) |

|                 |    | M2Beauté Ratingen                | ETUF Essen                      | Счёт              | Итог      |
| --------------- | -- | -------------------------------- | ------------------------------- | ----------------- | --------- |
| Одиночные матчи | 1. | Элина Свитолина                  | Кристина-Андрея Миту            | 5:7 6:2 [12:10]   | 1-0       |
| Одиночные матчи | 2. | Мэнди Минелла                    | Анна Шефер                      | 7:6(1) 6:2        | 2-0       |
| Одиночные матчи | 3. | Татьяна Малек                    | Мэдэлина Гожня                  | 6:2 6:1           | 3-0       |
| Одиночные матчи | 4. | Сесиль Каратанчева               | Ангелика ван дер Мет            | 3:6 7:6(4) [10:4] | 4-0       |
| Одиночные матчи | 5. | Андреа Петкович                  | Катарина Ленерт                 | 6:4 6:4           | 5-0       |
| Одиночные матчи | 6. | Грета Арн                        | Имке Кюсген                     | 2:6 6:2 [10:7]    | 6-0       |
| Парные матчи    | 1. | Мэнди Минелла Кристина Барруа    | Анна Шефер Ангелика ван дер Мет | 7:5 3:6 [10:6]    | 7-0 (1-0) |
| Парные матчи    | 2. | Татьяна Малек Сесиль Каратанчева | Чичи Шоль Виктория Томова       | 6:1 6:1           | 8-0 (2-0) |
| Парные матчи    | 3. | Лаура Зигемунд Никола Гойер      | Мэдэлина Гожня Дарья Юрак       | 7:5 6:1           | 9-0 (3-0) |

|                 |    | BASF Tennisclub e.V.               | TC ZWS Moers 08                       | Счёт              | Итог      |
| --------------- | -- | ---------------------------------- | ------------------------------------- | ----------------- | --------- |
| Одиночные матчи | 1. | Йоана Ралука Олару                 | Лаура Поус-Тио                        | 3:6 6:2 [10:8]    | 1-0       |
| Одиночные матчи | 2. | Лора Торп                          | Патриция Майр-Ахлайтнер               | 2:6 4:6           | 1-1       |
| Одиночные матчи | 3. | Фиона Жерве                        | Михаэла Гончова                       | 5:7 6:3 [8:10]    | 1-2       |
| Одиночные матчи | 4. | Тереза Хладикова                   | Станислава Грозенска                  | 1:6 2:6           | 1-3       |
| Одиночные матчи | 5. | Доминице Риполь                    | Эльке Лемменс                         | 4:6 3:6           | 1-4       |
| Одиночные матчи | 6. | Линдсей Харденберг                 | Маррит Бонстра                        | 6:4 6:7(4) [3:10] | 1-5       |
| Парные матчи    | 1. | Йоана Ралука Олару Лора Торп       | Лаура Поус-Тио Маррит Бонстра         | 7:6(5) 6:2        | 2-5 (1-0) |
| Парные матчи    | 2. | Фиона Жерве Тереза Хладикова       | Михаэла Гончова Станислава Грозенска  | 4:6 5:7           | 2-6 (1-1) |
| Парные матчи    | 3. | Доминице Риполь Линдсей Харденберг | Патриция Майр-Ахлайтнер Эльке Лемменс | 2:6 3:6           | 2-7 (1-2) |

### 4-й день (19 мая2013)
|                 |    | TEC Waldau Stuttgart        | M2Beauté Ratingen                | Счёт           | Итог      |
| --------------- | -- | --------------------------- | -------------------------------- | -------------- | --------- |
| Одиночные матчи | 1. | Анника Бек                  | Штефани Фёгеле                   | 6:3 2:6 [6:10] | 0-1       |
| Одиночные матчи | 2. | Юханна Ларссон              | Мэнди Минелла                    | 6:2 6:3        | 1-1       |
| Одиночные матчи | 3. | Ивонн Мойсбургер            | Татьяна Малек                    | 6:2 6:4        | 2-1       |
| Одиночные матчи | 4. | Антония Лоттнер             | Сесиль Каратанчева               | 4:6 2:6        | 2-2       |
| Одиночные матчи | 5. | Верена Шмид                 | Энн Кеотавонг                    | 2:6 4:6        | 2-3       |
| Одиночные матчи | 6. | Лаура Шедер                 | Лаура Зигемунд                   | 4:6 7:5 [6:10] | 2-4       |
| Парные матчи    | 1. | Анника Бек Ивонн Мойсбургер | Штефани Фёгеле Мэнди Минелла     | 3:6 3:6        | 2-5 (0-1) |
| Парные матчи    | 2. | Юханна Ларссон Лаура Шедер  | Татьяна Малек Сесиль Каратанчева | 6:2 7:6(2)     | 3-5 (1-1) |
| Парные матчи    | 3. | Ева Грдинова Таня Остертаг  | Энн Кеотавонг Никола Гойер       | 6:1 6:0        | 4-5 (2-1) |

|                 |    | TC WattExtra Bocholt              | TC ZWS Moers 08                      | Счёт           | Итог      |
| --------------- | -- | --------------------------------- | ------------------------------------ | -------------- | --------- |
| Одиночные матчи | 1. | Клара Закопалова                  | Михаэла Гончова                      | 6:2 6:2        | 1-0       |
| Одиночные матчи | 2. | Тамира Пашек                      | Станислава Грозенска                 | 0:6 6:3 [10:5] | 2-0       |
| Одиночные матчи | 3. | Кики Бертенс                      | Жюстин де Суттер                     | 6:1 6:0        | 3-0       |
| Одиночные матчи | 4. | Анна-Лена Грёнефельд              | Маррит Бонстра                       | 6:4 6:2        | 4-0       |
| Одиночные матчи | 5. | Хайенн Эвейк                      | Сабина Краузе                        | 4:6 6:2 [10:0] | 5-0       |
| Одиночные матчи | 6. | Николь Тейссен                    | Йенни Хён                            | 6:2 6:2        | 6-0       |
| Парные матчи    | 1. | Клара Закопалова Тамира Пашек     | Михаэла Гончова Станислава Грозенска | 7:5 2:6 [5:10] | 6-1 (0-1) |
| Парные матчи    | 2. | Кики Бертенс Анна-Лена Грёнефельд | Жюстин де Суттер Маррит Бонстра      | 6:0 6:2        | 7-1 (1-1) |
| Парные матчи    | 3. | Анна Мария Леверс Николь Тейссен  | Сабина Краузе Йенни Хён              | 7:6(0) 6:2     | 8-1 (2-1) |

|                 |    | ETUF Essen                          | BASF Tennisclub e.V.             | Счёт           | Итог      |
| --------------- | -- | ----------------------------------- | -------------------------------- | -------------- | --------- |
| Одиночные матчи | 1. | Кристина-Андрея Миту                | Ева Бирнерова                    | 6:2 2:6 [2:10] | 0-1       |
| Одиночные матчи | 2. | Анна Шефер                          | Тереза Мрдежа                    | 4:6 4:6        | 0-2       |
| Одиночные матчи | 3. | Мэдэлина Гожня                      | Йоана-Ралука Олару               | 6:2 4:6 [10:4] | 1-2       |
| Одиночные матчи | 4. | Ангелика ван дер Мет                | Лора Торп                        | 5:7 3:6        | 1-3       |
| Одиночные матчи | 5. | Катарина Ленерт                     | Фиона Жерве                      | 5:7 3:6        | 1-4       |
| Одиночные матчи | 6. | Имке Кюсген                         | Доминице Риполь                  | 6:4 6:1        | 2-4       |
| Парные матчи    | 1. | Кристина-Андрея Миту Мэдэлина Гожня | Тереза Мрдежа Йоана-Ралука Олару | 6:3 6:4        | 3-4 (1-0) |
| Парные матчи    | 2. | Анна Шефер Ангелика Рёш             | Ева Бирнерова Лора Торп          | 5:7 4:6        | 3-5 (1-1) |
| Парные матчи    | 3. | Ангелика ван дер Мет Дарья Юрак     | Фиона Жерве Кристина Шаховец     | 6:4 6:2        | 4-5 (2-1) |

### 5-й день (2 июня2013)
|                 |    | TC WattExtra Bocholt             | ETUF Essen                      | Счёт              | Итог      |
| --------------- | -- | -------------------------------- | ------------------------------- | ----------------- | --------- |
| Одиночные матчи | 1. | Клара Закопалова                 | Кристина-Андрея Миту            | 6:2 6:1           | 1-0       |
| Одиночные матчи | 2. | Кики Бертенс                     | Чичи Шоль                       | 6:3 6:0           | 2-0       |
| Одиночные матчи | 3. | Ирина-Камелия Бегу               | Елена Богдан                    | 7:5 6:4           | 3-0       |
| Одиночные матчи | 4. | Александра Каданцу               | Катарина Ленерт                 | 1:6 6:0 [10:6]    | 4-0       |
| Одиночные матчи | 5. | Рената Ворачова                  | Виктория Томова                 | 6:3 6:3           | 5-0       |
| Одиночные матчи | 6. | Хайенн Эвейк                     | Имке Кюсген                     | 7:6(6) 3:6 [3:10] | 5-1       |
| Парные матчи    | 1. | Клара Закопалова Рената Ворачова | Кристина-Андрея Миту Чичи Шоль  | 6:1 6:2           | 6-1 (1-0) |
| Парные матчи    | 2. | Кики Бертенс Николь Тейссен      | Катарина Ленерт Виктория Томова | 6:1 6:2           | 7-1 (2-0) |
| Парные матчи    | 3. | Александра Каданцу Хайенн Эвейк  | Елена Богдан Ангелика Рёш       | 6:4 6:1           | 8-1 (3-0) |

|                 |    | TC 1899 Blau Weiß Berlin       | TEC Waldau Stuttgart            | Счёт           | Итог      |
| --------------- | -- | ------------------------------ | ------------------------------- | -------------- | --------- |
| Одиночные матчи | 1. | София Арвидссон                | Кирстен Флипкенс                | 3:6 6:3 [5:10] | 0-1       |
| Одиночные матчи | 2. | Юлия Бейгельзимер              | Юханна Ларссон                  | 3:6 3:6        | 0-2       |
| Одиночные матчи | 3. | Елица Костова                  | Лина Станчюте                   | 3:6 7:5 [10:6] | 1-2       |
| Одиночные матчи | 4. | Кристина Кучова                | Ева Грдинова                    | 6:4 6:4        | 2-2       |
| Одиночные матчи | 5. | Анна Клазен                    | Верена Шмид                     | 6:7(3) 6:7(5)  | 2-3       |
| Одиночные матчи | 6. | Зина Шрайбер                   | Лаура Шедер                     | 6:4 7:6(0)     | 3-3       |
| Парные матчи    | 1. | Кристина Кучова Анна Клазен    | Кирстен Флипкенс Юханна Ларссон | 0:6 4:6        | 3-4 (0-1) |
| Парные матчи    | 2. | Юлия Бейгельзимер Зина Шрайбер | Лина Станчюте Лаура Шедер       | 7:5 6:2        | 4-4 (1-1) |
| Парные матчи    | 3. | Елица Костова Шарлотта Клазен  | Ева Грдинова Таня Остертаг      | 2:6 6:4 [7:10] | 4-5 (1-2) |

|                 |    | TC ZWS Moers 08                       | M2Beauté Ratingen               | Счёт              | Итог      |
| --------------- | -- | ------------------------------------- | ------------------------------- | ----------------- | --------- |
| Одиночные матчи | 1. | Патриция Майр-Ахлайтнер               | Элина Свитолина                 | 5:7 4:6           | 0-1       |
| Одиночные матчи | 2. | Михаэла Гончова                       | Мэнди Минелла                   | 7:5 4:6 [12:10]   | 1-1       |
| Одиночные матчи | 3. | Станислава Грозенска                  | Татьяна Малек                   | 1:6 4:6           | 1-2       |
| Одиночные матчи | 4. | Эльке Лемменс                         | Сесиль Каратанчева              | 0:6 0:6           | 1-3       |
| Одиночные матчи | 5. | Жюстин де Суттер                      | Грета Арн                       | 5:7 0:6           | 1-4       |
| Одиночные матчи | 6. | Анн-Катрин Винд                       | Кристина Барруа                 | 1:6 2:6           | 1-5       |
| Парные матчи    | 1. | Патриция Майр-Ахлайтнер Эльке Лемменс | Элина Свитолина Кристина Барруа | 5:7 5:7           | 1-6 (0-1) |
| Парные матчи    | 2. | Михаэла Гончова Станислава Грозенска  | Татьяна Малек Лаура Зигемунд    | 2:6 7:5 [10:12]   | 1-7 (0-2) |
| Парные матчи    | 3. | Жюстин де Суттер Анн-Катрин Винд      | Сесиль Каратанчева Никола Гойер | 7:6(0) 2:6 [7:10] | 1-8 (0-3) |

### 6-й день (7 июня2013)
|                 |    | ETUF Essen                          | TC ZWS Moers 08                       | Счёт           | Итог      |
| --------------- | -- | ----------------------------------- | ------------------------------------- | -------------- | --------- |
| Одиночные матчи | 1. | Эстрелья Кабеса Кандела             | Лаура Поус-Тио                        | 3:6 1:6        | 0-1       |
| Одиночные матчи | 2. | Кристина-Андрея Миту                | Патриция Майр-Ахлайтнер               | 7:5 6:4        | 1-1       |
| Одиночные матчи | 3. | Анна Шефер                          | Михаэла Гончова                       | 7:5 4:6 [10:8] | 2-1       |
| Одиночные матчи | 4. | Мэдэлина Гожня                      | Станислава Грозенска                  | 6:3 3:6 [10:6] | 3-1       |
| Одиночные матчи | 5. | Катарина Ленерт                     | Эльке Лемменс                         | 6:2 6:1        | 4-1       |
| Одиночные матчи | 6. | Имке Кюсген                         | Маррит Бонстра                        | 7:6(3) 7:6(3)  | 5-1       |
| Парные матчи    | 1. | Кристина-Андрея Миту Мэдэлина Гожня | Патриция Майр-Ахлайтнер Эльке Лемменс | 4:6 6:1 [10:6] | 6-1 (1-0) |
| Парные матчи    | 2. | Анна Шефер Ангелика Рёш             | Лаура Поус-Тио Маррит Бонстра         | 4:6 6:3 [7:10] | 6-2 (1-1) |
| Парные матчи    | 3. | Елена Богдан Дарья Юрак             | Михаэла Гончова Станислава Грозенска  | 5:7 4:6        | 6-3 (1-2) |

|                 |    | TC 1899 Blau Weiß Berlin    | M2Beauté Ratingen                  | Счёт              | Итог      |
| --------------- | -- | --------------------------- | ---------------------------------- | ----------------- | --------- |
| Одиночные матчи | 1. | Нина Братчикова             | Штефани Фёгеле                     | 6:1 2:6 [8:10]    | 0-1       |
| Одиночные матчи | 2. | Сандра Заневская            | Мэнди Минелла                      | 3:6 7:5 [12:10]   | 1-1       |
| Одиночные матчи | 3. | Елица Костова               | Татьяна Малек                      | 7:6(4) 0:6 [5:10] | 1-2       |
| Одиночные матчи | 4. | Кристина Кучова             | Сесиль Каратанчева                 | 7:5 4:6 [8:10]    | 1-3       |
| Одиночные матчи | 5. | Анна Клазен                 | Грета Арн                          | 5:7 5:7           | 1-4       |
| Одиночные матчи | 6. | Зина Шрайбер                | Кристина Барруа                    | 1:6 2:6           | 1-5       |
| Парные матчи    | 1. | Нина Братчикова Квета Пешке | Штефани Фёгеле Лаура Зигемунд      | 0:6 3:6           | 1-6 (0-1) |
| Парные матчи    | 2. | Кристина Кучова Анна Клазен | Сесиль Каратанчева Кристина Барруа | 6:2 1:6 [10:6]    | 2-6 (1-1) |
| Парные матчи    | 3. | Елица Костова Зина Шрайбер  | Грета Арн Никола Гойер             | 4:6 1:1 — отказ   | 3-6 (2-1) |

|                 |    | TEC Waldau Stuttgart            | BASF Tennisclub e.V.           | Счёт               | Итог      |
| --------------- | -- | ------------------------------- | ------------------------------ | ------------------ | --------- |
| Одиночные матчи | 1. | Кирстен Флипкенс                | Ева Бирнерова                  | 6:3 6:3            | 1-0       |
| Одиночные матчи | 2. | Юханна Ларссон                  | Тереза Мрдежа                  | 6:7(5) 5:7         | 1-1       |
| Одиночные матчи | 3. | Ивонн Мойсбургер                | Йоана-Ралука Олару             | 6:0 6:0            | 2-1       |
| Одиночные матчи | 4. | Лина Станчюте                   | Лора Торп                      | 6:3 6:4            | 3-1       |
| Одиночные матчи | 5. | Верена Шмид                     | Фиона Жерве                    | 5:7 2:6            | 3-2       |
| Одиночные матчи | 6. | Лаура Шедер                     | Доминице Риполь                | 6:4 3:6 [6:10]     | 3-3       |
| Парные матчи    | 1. | Кирстен Флипкенс Юханна Ларссон | Тереза Мрдежа Фиона Жерве      | 6:3 6:7(5) [13:11] | 4-3 (1-0) |
| Парные матчи    | 2. | Ивонн Мойсбургер Ева Грдинова   | Ева Бирнерова Кристина Шаховец | 6:2 6:0            | 5-3 (2-0) |
| Парные матчи    | 3. | Лина Станчюте Лаура Шедер       | Йоана-Ралука Олару Лора Торп   | 6:7(6) 1:6         | 5-4 (2-1) |

### 7-й день (9 июня2013)
|                 |                                           | M2Beauté Ratingen                         | TC WattExtra Bocholt                      | Счёт                                      | Итог                                      |
| --------------- | ----------------------------------------- | ----------------------------------------- | ----------------------------------------- | ----------------------------------------- | ----------------------------------------- |
| Одиночные матчи | 1.                                        | Юлия Гёргес                               | Клара Закопалова                          | 1:6 3:6                                   | 0-1                                       |
| Одиночные матчи | 2.                                        | Штефани Фёгеле                            | Луция Шафаржова                           | 5:7 3:6                                   | 0-2                                       |
| Одиночные матчи | 3.                                        | Мэнди Минелла                             | Ализе Корне                               | 2:6 2:6                                   | 0-3                                       |
| Одиночные матчи | 4.                                        | Татьяна Малек                             | Кики Бертенс                              | 0:6 4:6                                   | 0-4                                       |
| Одиночные матчи | 5.                                        | Сесиль Каратанчева                        | Ирина-Камелия Бегу                        | 6:2 6:1                                   | 1-4                                       |
| Одиночные матчи | 6.                                        | Грета Арн                                 | Александра Каданцу                        | 6:3 5:7 [11:13]                           | 1-5                                       |
| Парные матчи    | Игры отменены по взаимной договорённости. | Игры отменены по взаимной договорённости. | Игры отменены по взаимной договорённости. | Игры отменены по взаимной договорённости. | Игры отменены по взаимной договорённости. |

|                 |    | TC ZWS Moers 08                       | TEC Waldau Stuttgart                   | Счёт              | Итог      |
| --------------- | -- | ------------------------------------- | -------------------------------------- | ----------------- | --------- |
| Одиночные матчи | 1. | Лаура Поус-Тио                        | Кирстен Флипкенс                       | 3:6 1:1 — отказ   | 1-0       |
| Одиночные матчи | 2. | Патриция Майр-Ахлайтнер               | Ивонн Мойсбургер                       | 2:1 — отказ       | 2-0       |
| Одиночные матчи | 3. | Михаэла Гончова                       | Лина Станчюте                          | 6:7(0) 6:2 [9:11] | 2-1       |
| Одиночные матчи | 4. | Станислава Грозенска                  | Ева Грдинова                           | 2:6 6:7(1)        | 2-2       |
| Одиночные матчи | 5. | Эльке Лемменс                         | Верена Шмид                            | 6:3 6:4           | 3-2       |
| Одиночные матчи | 6. | Маррит Бонстра                        | Лаура Шедер                            | 6:0 6:3           | 4-2       |
| Парные матчи    | 1. | Патриция Майр-Ахлайтнер Эльке Лемменс | Ивонн Мойсбургер Мартина Мюллер-Скиббе | Без игры          | 5-2 (1-0) |
| Парные матчи    | 2. | Лаура Поус-Тио Маррит Бонстра         | Лина Станчюте Ева Грдинова             | 6:7(3) 6:2 [11:9] | 6-2 (2-0) |
| Парные матчи    | 3. | Станислава Грозенска Михаэла Гончова  | Верена Шмид Лаура Шедер                | 6:7(3) 6:2 [10:6] | 7-2 (3-0) |

|                 |    | BASF Tennisclub e.V.        | TC 1899 Blau Weiß Berlin        | Счёт           | Итог      |
| --------------- | -- | --------------------------- | ------------------------------- | -------------- | --------- |
| Одиночные матчи | 1. | Ева Бирнерова               | София Арвидссон                 | 5:7 4:6        | 0-1       |
| Одиночные матчи | 2. | Тереза Мрдежа               | Нина Братчикова                 | 6:2 1:6 [3:10] | 0-2       |
| Одиночные матчи | 3. | Лора Торп                   | Елица Костова                   | 4:6 7:5 [8:10] | 0-3       |
| Одиночные матчи | 4. | Фиона Жерве                 | Кристина Кучова                 | 4:6 5:7        | 0-4       |
| Одиночные матчи | 5. | Кристина Шаховец            | Анна Клазен                     | 3:6 2:6        | 0-5       |
| Одиночные матчи | 6. | Доминице Риполь             | Зина Шрайбер                    | 5:7 3:6        | 0-6       |
| Парные матчи    | 1. | Ева Бирнерова Тереза Мрдежа | София Арвидссон Кристина Кучова | 2:6 7:5 [4:10] | 0-7 (0-1) |
| Парные матчи    | 2. | Лора Торп Кристина Шаховец  | Елица Костова Анна Клазен       | 5:7 6:3 [10:4] | 1-7 (1-1) |
| Парные матчи    | 3. | Фиона Жерве Доминице Риполь | Квета Пешке Зина Шрайбер        | 0:6 1:6        | 1-8 (1-2) |

## Итоговая таблица[1]
|    | Команда                  | СВ | Очки | Матчи | Сеты  | Геймы   |
| -- | ------------------------ | -- | ---- | ----- | ----- | ------- |
| 1. | TC WattExtra Bocholt     | 6  | 12-0 | 42-9  | 88-25 | 563-336 |
| 2. | M2Beauté Ratingen        | 6  | 10-2 | 36-15 | 79-42 | 536-395 |
| 3. | TC 1899 Blau Weiß Berlin | 6  | 6-6  | 28-26 | 65-63 | 496-510 |
| 4. | TC ZWS Moers 08          | 6  | 4-8  | 23-31 | 58-70 | 498-513 |
| 5. | TEC Waldau Stuttgart     | 6  | 4-8  | 23-31 | 56-69 | 488-529 |
| 6. | ETUF Essen               | 6  | 4-8  | 20-34 | 49-77 | 452-546 |
| 7. | BASF Tennisclub e.V.     | 6  | 2-10 | 14-40 | 37-86 | 396-600 |

СВ — сыграно матчевых встреч.